# کورجه
کورجه یکی از روستاهای استان آذربایجان شرقی است که در دهستان چاراویماق مرکزی بخش مرکزی شهرستان چاراویماق واقع شده است. این روستا ۵۳ نفر جمعیت دارد.